# 相模原市立相陽中学校
相模原市立相陽中学校（さがみはらしりつ そうようちゅうがっこう）は、神奈川県相模原市南区磯部にある公立中学校。

## 歴史
相陽中学校ができる前、学区には麻溝中学校と新磯中学校が存在した。しかし、戦後まもない頃は独自の校舎などもなく、どちらも麻溝小学校と新磯小学校の校舎を利用して学習していた。その状況を変えるべく、相陽中学校ができることとなった。校舎などの建設には生徒や教師・生徒の親も協力し、正門前から県道までの坂道は生徒の親がつくった、トラックの荷台に生徒が乗って机などを抑えながら運搬した、などの数々の話が伝わっている。
校名は「相模原の太陽になれ」という思いを込めて相陽中学校となり、昭和26年度に開校した（但し、校舎は昭和27年度に完成）。
昭和33年度に現在まで使われている校旗が制定された。
しかし、昭和後期になると学校がいわゆる「荒れ」状態になってしまった。それをよく思わなかった生徒会は、学校最大の特色である組曲「あふりね」（後述）を昭和62年度に完成させた。
開校が古い故、現在は高い頻度で校舎の改装工事が行われている。

## 特色
- 校舎が付け足されるような形で建設されていったために校舎の中に曲がり角が多い。
- 野球部が非常に強く、実際多くの結果を残している。
- 学区が広く、学区内にはローカル線の3つの駅（相武台下駅、下溝駅、原当麻駅、いずれもJR相模線）があるほどである。そのことから自転車通学が条件のもとで許可されている。また、電車登校も許可されている。
- 生徒は「麻溝小学校」「新磯小学校」「夢の丘小学校」の3校から進学してくる。しかし、麻溝小学校と新磯小学校の児童は公立中学校に進学する全員が相陽中学校に進学するものの、夢の丘小学校の児童の中には田名中学校や上溝南中学校へ進学する生徒も存在する。そのため、どの学年にも共通して「夢の丘小学校出身が少ない」という特徴がある。

## 組曲「あふりね」
昭和62年度に生徒会が中心となって作曲された組曲 であり、5つの部からなっている。具体的に、以下のような内容を歌っている。
- 第1部「願いをこめて」 - 相陽中学校が作られた当時のことを歌っている。
- 第2部「あふりねってなんだ」 - 生徒たちの思いがバラバラになっていく様を歌っている。
- 第3部「嵐の日」 - 完全に「荒れ」状態となった学校を歌っている。
- 第4部「一人が立ち止まる」 - 「荒れ」状態から復活しようとしている状態を歌っている。
- 第5部「未来にはばたく」 - 昔を振り返り、未来への希望を歌っている。最初の部分は第1部と旋律がほとんど同じである。

現代では第1部と第5部が主に歌われており、逆に第2から4部まではほとんど歌われない状況にある。第1部は卒業式や合唱祭の終わりなどで、第5部は卒業式などで歌われている。その他にも、帰りの会前に設けられた時間で歌われることも多い。
なお、題名のもとになった「あふりね」こと大山は相陽中学校から非常によく見え、組曲作曲のおよそ30年前に作曲された校歌にも「あふりね（校歌においては「雨降嶺」表記）」の歌詞が見られる。

## 生徒数・学級数
本校の生徒数は全学年合計で780人。学級数は全学年合計で21学級となっている。（2025年（令和7年）4月1日現在）

## 通学区域
- 相模原市南区
  - 麻溝台1丁目1番
  - 麻溝台98~114・346~410・692~733・735~753・755・756・758・1063~1116・1443~1523・1872~1967・2309~2347・3106・3108~3114・3116・3156・3158~3444・3513~3622・3723~3840・3847~3888
  - 磯部
  - 北里1丁目1番~14番
  - 下溝
  - 新戸
  - 当麻

## 進学前小学校
- 相模原市南区[3]
  - 相模原市立麻溝小学校
  - 相模原市立新磯小学校
  - 相模原市立夢の丘小学校（一部は相模原市立上溝南中学校・相模原市立田名中学校へ）

## 交通アクセス
- 下溝駅（JR相模線）より徒歩7分。

## 校区内の主な施設
- 相模原市立麻溝小学校
- 相模原市立新磯小学校
- 相模原市立夢の丘小学校
- 神奈川県立相模原支援学校
- 光明学園相模原高等学校
- 相模原市立新磯公民館
- 相模原市立麻溝公民館
- れんげの里あらいそ
- 相模原市消防局 南消防署新磯分署
- 相模原南警察署 新磯駐在所
- 相模原南警察署 麻溝交番
- 日本郵政 麻溝郵便局
- 日本郵政 相模原磯部郵便局
- 相模原市農業協同組合 新磯支店
- 相模原市農業協同組合 麻溝支店
- JR東日本相模線相武台下駅
- JR東日本相模線下溝駅
- JR東日本相模線原当麻駅
- 首都圏中央連絡自動車道 相模原愛川インターチェンジ